# ITF Women’s World Tennis Tour 2023 (April–Juni)
In den folgenden Tabellen werden die Tennisturniere des zweiten Quartals der ITF Women’s World Tennis Tour 2023 dargestellt.

## Turnierplan
| Kategorien            | Kategorien           |
| World Tennis Tour 25+ | World Tennis Tour 15 |
| --------------------- | -------------------- |
| W100                  | —                    |
| W80                   | —                    |
| W60                   | —                    |
| W40                   | —                    |
| W25                   | —                    |
| —                     | W15                  |

### April
| Datum 1 | Turnierort                                           | Siegerin Einzel       | Siegerinnen Doppel                              |
| ------- | ---------------------------------------------------- | --------------------- | ----------------------------------------------- |
| 03.04.  | Split ITF Split Open 2023                            | Tara Würth            | Veronika Erjavec Lina Gjorcheska                |
| 03.04.  | Kashiwa                                              | Nao Hibino            | Arianne Hartono Priscilla Hon                   |
| 03.04.  | Bujumbura                                            | Alice Robbe           | Xenija Laskutowa Fanny Östlund                  |
| 03.04.  | Jackson                                              | Tímea Babos           | Jaeda Daniel Mccartney Kessler                  |
| 03.04.  | Santa Margherita di Pula                             | Sonay Kartal          | Weronika Falkowska Valentini Grammatikopoulou   |
| 03.04.  | Scharm asch-Schaich                                  | Jelena Pridankina     | Aljona Falej Polina Jazenko                     |
| 03.04.  | Telde                                                | Ángela Fita Boluda    | Marta Hugi González Encinas Amy Zhu             |
| 03.04.  | Monastir                                             | Elena Milovanović     | Elena Milovanović Dejana Radanović              |
| 03.04.  | Singapore                                            | Wu Ho-ching           | Liu Yanni Ren Yu-fei                            |
| 03.04.  | Antalya                                              | Ilinca Amariei        | Virginia Ferrara Ayşegül Mert                   |
| 10.04.  | Saragossa Zaragoza Open 2023                         | Wiktorija Tomowa      | Diane Parry Arantxa Rus                         |
| 10.04.  | Chiasso Axion Open 2023                              | Mirra Andrejewa       | Emily Appleton Julia Lohoff                     |
| 10.04.  | Santa Margherita di Pula                             | Andreea Prisăcariu    | Mariana Dražić Anastassija Gassanowa            |
| 10.04.  | Bujumbura                                            | Alice Robbe           | Jasmijn Gimbrère Jasmin Jebawy                  |
| 10.04.  | Osaka                                                | Maddison Inglis       | Alexandra Bozovic Petra Hule                    |
| 10.04.  | Scharm asch-Schaich                                  | Lucrezia Stefanini    | Emina Bektas Eudice Chong                       |
| 10.04.  | Boca Raton                                           | Caroline Dolehide     | Makenna Jones Jamie Loeb                        |
| 10.04.  | Antalya                                              | Vicky Van de Peer     | Katharina Hering Natalia Siedliska              |
| 10.04.  | Telde                                                | Laura Mair            | Mi Tianmi Shin Ji-ho                            |
| 10.04.  | Monastir                                             | Jenna DeFalco         | Naïma Karamoko Nina Radovanovic                 |
| 17.04.  | Charleston LTP $100K 2023                            | Emma Navarro          | Sophie Chang Angela Kulikov                     |
| 17.04.  | Oeiras Oeiras Open 2023                              | Danka Kovinić         | Ulrikke Eikeri Eri Hozumi                       |
| 17.04.  | Koper Koper Open 2023                                | Aliona Bolsova        | Irina Bara Andreea Mitu                         |
| 17.04.  | Bellinzona Raiffeisen Bellinzona Ladies Open 2023    | Mirra Andrejewa       | Conny Perrin Anna Sisková                       |
| 17.04.  | Santa Margherita di Pula                             | Sara Cakarevic        | Misaki Matsuda Ikumi Yamazaki                   |
| 17.04.  | Guayaquil                                            | Julia Riera           | Jessie Aney Sofia Sewing                        |
| 17.04.  | Zephyrhills                                          | Makenna Jones         | Marija Kononowa Julija Starodubzewa             |
| 17.04.  | Nottingham                                           | Arina Rodionowa       | Naiktha Bains Maia Lumsden                      |
| 17.04.  | Scharm asch-Schaich                                  | Tímea Babos           | Gao Xinyu Wang Meiling                          |
| 17.04.  | Antalya                                              | Julie Štruplová       | Katharina Hering Natalia Siedliska              |
| 17.04.  | Kuršumlijska Banja                                   | Leonie Küng           | Katarína Kužmová Xenija Laskutowa               |
| 17.04.  | Osaka                                                | Natsumi Kawaguchi     | Aoi Ito Mio Mushika                             |
| 17.04.  | Telde                                                | Oleksandra Oliynykova | Giulia Crescenzi Marie Mettraux                 |
| 17.04.  | Monastir                                             | Nina Radovanovic      | Astrid Cirotte Wang Jiaqi                       |
| 24.04.  | Charlottesville Boar’s Head Resort Women’s Open 2023 | Emma Navarro          | Sophie Chang Yuan Yue                           |
| 24.04.  | Oeiras Oeiras Ceto Open 2023                         | Nigina Abduraimova    | Fernanda Contreras Gómez Ingrid Gamarra Martins |
| 24.04.  | Istanbul W60 Istanbul 2023                           | Irina Bara            | Dalila Jakupović Irina Chromatschowa            |
| 24.04.  | Calvi Ladies Open de Calvi 2023                      | Lucrezia Stefanini    | Naiktha Bains Maia Lumsden                      |
| 24.04.  | Nottingham                                           | Arina Rodionova       | Emily Appleton Lauryn John-Baptiste             |
| 24.04.  | Santa Margherita di Pula                             | Nikola Bartůňková     | Alessandra Teodosescu Federica Urgesi           |
| 24.04.  | Osijek                                               | Veronika Erjavec      | Dominika Šalková Julie Štruplová                |
| 24.04.  | Guayaquil                                            | Julia Riera           | Jessie Aney Sofia Sewing                        |
| 24.04.  | Kuršumlijska Banja                                   | Leonie Küng           | Madelief Hageman Maja Radenkovic                |
| 24.04.  | Fukui                                                | Miho Kuramochi        | Li Yu-yun Rinon Okuwaki                         |
| 24.04.  | Monastir                                             | Isabella Schinikowa   | Lily Fairclough Lisa Mays                       |
| 24.04.  | Telde                                                | Paula Arias Manjón    | Kaylah McPhee Marie Mettraux                    |
| 24.04.  | Antalya                                              | Diana Demidova        | Merel Hoedt Miriana Tona                        |

### Mai
| Datum 1 | Turnierort                                                   | Siegerin Einzel            | Siegerinnen Doppel                                |
| ------- | ------------------------------------------------------------ | -------------------------- | ------------------------------------------------- |
| 01.05.  | Bonita Springs FineMark Women’s Pro Tennis Championship 2023 | Kayla Day                  | Jamie Loeb Makenna Jones                          |
| 01.05.  | Wiesbaden Wiesbaden Tennis Open 2023                         | Elina Awanessjan           | Jaimee Fourlis Olivia Gadecki                     |
| 01.05.  | Gifu Kangaroo Cup International Ladies Open Tennis 2023      | Himeno Sakatsume           | Han Na-lae Jang Su-jeong                          |
| 01.05.  | Prag Advantage Cars Prague Open 2023                         | Darja Semeņistaja          | Maja Chwalińska Jesika Malečková                  |
| 01.05.  | Tiflis Tbilisi Open 2023                                     | Stacey Fung                | Ekaterine Gorgodse Ankita Raina                   |
| 01.05.  | Tossa de Mar                                                 | Francesca Curmi            | Georgina García Pérez Conny Perrin                |
| 01.05.  | Alaminos Larnaca                                             | Tímea Babos                | Luisa Meyer auf der Heide Miriana Tona            |
| 01.05.  | Nottingham                                                   | Harriet Dart               | Naiktha Bains Maia Lumsden                        |
| 01.05.  | Santa Margherita di Pula                                     | Valentini Grammatikopoulou | Oana Gavrilă Sapfo Sakellaridi                    |
| 01.05.  | Kuršumlijska Banja                                           | Wang Meiling               | Margarita Ignatjeva Anastassija Suchotina         |
| 01.05.  | Monastir                                                     | Julija Stamatowa           | Zdena Šafářová Marie Villet                       |
| 01.05.  | Antalya                                                      | Walerija Juschtschenko     | Alewtina Ibragimowa Alexandra Schubladse          |
| 01.05.  | Varberg                                                      | Jana Bojović               | Darija Lopatezka Darja Jessyptschuk               |
| 08.05.  | Trnava Empire Tennis Academy Open 2023                       | Yanina Wickmayer           | Amina Anschba Anastasia Dețiuc                    |
| 08.05.  | Fukuoka Fukuoka International Women’s Tennis 2023            | Natsumi Kawaguchi          | Emina Bektas Lina Glushko                         |
| 08.05.  | Zagreb Zagreb Ladies Open 2023                               | Jaqueline Cristian         | Valentini Grammatikopoulou Dalila Jakupović       |
| 08.05.  | Naples W60 Naples 2023                                       | Caroline Dolehide          | Christina Rosca Astra Sharma                      |
| 08.05.  | Orlando                                                      | Fanni Stollar              | Makenna Jones Maria Mateas                        |
| 08.05.  | Båstad                                                       | María Carlé                | Jenny Dürst Fanny Östlund                         |
| 08.05.  | Castell-Platja d’Aro                                         | Carolina Alves             | Ashley Lahey Ellen Perez                          |
| 08.05.  | Kachreti                                                     | Bai Zhuoxuan               | Stacey Fung Marija Kosyrewa                       |
| 08.05.  | Vierumäki                                                    | Tamara Kostic              | Weronika Baszak Anet Koskel                       |
| 08.05.  | Kuršumlijska Banja                                           | Michaela Laki              | Elena Micic Anja Stanković                        |
| 08.05.  | Pörtschach Carinthian Ladies Lake’s Trophy I 2023            | Carolina Kuhl              | Leonie Küng Chantal Sauvant                       |
| 08.05.  | Monastir                                                     | Ren Yu-fei                 | Louise Kwong Anna Ulyashchenko                    |
| 08.05.  | Antalya                                                      | Natalia Siedliska          | Natalia Siedliska Doğa Türkmen                    |
| 15.05.  | Madrid Open Villa de Madrid 2023                             | Olga Danilovic             | Mai Hontama Eri Hozumi                            |
| 15.05.  | Pelham Pelham Racquet Club Pro Classic 2023                  | Weronika Miroschnitschenko | Makenna Jones Jamie Loeb                          |
| 15.05.  | Bodrum Haci Esmer Avci Tennis Cup 2023                       | María Carlé                | Oana Gavrilă Isabelle Haverlag                    |
| 15.05.  | Saint-Gaudens Open Saint-Gaudens 31 Occitanie 2023           | Robin Montgomery           | Sofja Lansere Anna Sisková                        |
| 15.05.  | Kurume Kurume U.S.E Cup International Women’s Tennis 2023    | Emina Bektas               | Talia Gibson Wang Yafan                           |
| 15.05.  | Kuršumlijska Banja                                           | Julija Awdejewa            | Martyna Kubka Schibek Qulambajewa                 |
| 15.05.  | Monzón                                                       | Gabriela Knutson           | Gabriella Da Silva Fick Marie Weckerle            |
| 15.05.  | Incheon                                                      | Wong Hong-yi               | Choi Ji-hee Ku Yeon-woo                           |
| 15.05.  | Kachreti                                                     | Ekaterine Gorgodse         | Marija Kosyrewa Jekaterina Owtscharenko           |
| 15.05.  | Bethany Beach                                                | Liv Hovde                  | Alexa Glatch Hanna Posnichirenko                  |
| 15.05.  | Feld am See Carinthian Ladies Lake’s Trophy II 2023          | Sofia Costoulas            | Denisa Hindová Chiara Scholl                      |
| 15.05.  | Curitiba                                                     | Jazmín Ortenzi             | Ana Candiotto Rebeca Pereira                      |
| 15.05.  | Monastir                                                     | Katarína Kužmová           | Sharmada Balu Elaine Genovese                     |
| 15.05.  | Antalya                                                      | Verena Meliss              | Anika Jašková Nina Vargová                        |
| 22.05.  | Grado Città di Grado Tennis Cup 2023                         | Julija Hatouka             | Emily Appleton Julia Lohoff                       |
| 22.05.  | Otočec Krka Open Otočec 2023                                 | Rebecca Šramková           | Veronika Erjavec Dominika Šalková                 |
| 22.05.  | Monastir                                                     | Taylah Preston             | Lauryn John-Baptiste Yasmine Mansouri             |
| 22.05.  | Warmbad Villach Carinthian Ladies Lake’s Trophy III 2023     | Elvina Kalieva             | Jenny Dürst Nika Radišić                          |
| 22.05.  | Goyang                                                       | Hanna Chang                | Punnin Kovapitukted Luksika Kumkhum               |
| 22.05.  | Karuizawa                                                    | Wang Yafan                 | Ayano Shimizu Momoko Kobori                       |
| 22.05.  | Málaga                                                       | Katarína Strešnáková       | Jessica Failla Katarína Strešnáková               |
| 22.05.  | Recife                                                       | Jazmin Ortenzi             | Sabastiani Leon Jazmin Ortenzi                    |
| 22.05.  | Huntsville                                                   | Tiphanie Lemaitre          | Rhiann Newborn Mia Yamakita                       |
| 22.05.  | Kuršumlijska Banja                                           | Schibek Qulambajewa        | Eleni Christofi Sebastianna Scilipoti             |
| 29.05.  | Brescia Internazionali Femminili di Brescia 2023             | Katarina Sawazka           | Mai Hontama Moyuka Uchijima                       |
| 29.05.  | Otočec BTC City Open Otočec 2023                             | Valentini Grammatikopoulou | Ekaterine Gorgodse Elvina Kalieva                 |
| 29.05.  | Montemor-o-Novo XX Montemor Ladies Open 2023                 | Olivia Gadecki             | Eudice Chong Arianne Hartono                      |
| 29.05.  | Troisdorf                                                    | Carolina Kuhl              | Sofia Costoulas Lara Salden                       |
| 29.05.  | Annenheim Carinthian Ladies Lake’s Trophy IV 2023            | Jesika Malečková           | Amarissa Kiara Tóth Anna Zyryanova                |
| 29.05.  | Yecla                                                        | Alexandra Eala             | Georgina García Pérez Katarina Kozarov            |
| 29.05.  | Tokio                                                        | Yafan Wang                 | Luksika Kumkhum Kanako Morisaki                   |
| 29.05.  | Changwon                                                     | Lizette Cabrera            | Guo Hanyu Jiang Xinyu                             |
| 29.05.  | Nakhon Si Thammarat                                          | Haruna Arakawa             | Shrivalli Rashmikaa Bhamidipaty Vaidehi Chaudhari |
| 29.05.  | La Marsa                                                     | Rutuja Bhosale             | Anastassija Gassanowa Jekaterina Jaschina         |
| 29.05.  | Monastir                                                     | Lamis Alhussein Abdel Aziz | Louise Kwong Anna Ulyashchenko                    |
| 29.05.  | Kuršumlijska Banja                                           | Sebastianna Scilipoti      | Zuzanna Bednarz Darja Jessyptschuk                |
| 29.05.  | Rancho Santa Fe                                              | Megan McCray               | Eryn Cayetano Isabella Chhiv                      |

### Juni
| Datum 1 | Turnierort                                                       | Siegerin Einzel                | Siegerinnen Doppel                                 |
| ------- | ---------------------------------------------------------------- | ------------------------------ | -------------------------------------------------- |
| 05.06.  | Surbiton Surbiton Trophy 2023                                    | Yanina Wickmayer               | Sophie Chang Yanina Wickmayer                      |
| 05.06.  | Caserta Internazionali Femminili di Tennis Città di Caserta 2023 | Hailey Baptiste                | Anastassija Tichonowa Moyuka Uchijima              |
| 05.06.  | La Marsa La Marsa Open 2023                                      | Jana Kaladsinskaja             | Marija Kosyrewa Wei Sijia                          |
| 05.06.  | Luzhou                                                           | Wang Yafan                     | Li Yu-yun Tang Qianhui                             |
| 05.06.  | Kuršumlijska Banja                                               | Dimitra Pavlou                 | Valentini Grammatikopoulou Sofja Lansere           |
| 05.06.  | Daegu                                                            | Park So-hyun                   | Park So-hyun Wong Hong-yi                          |
| 05.06.  | Pörtschach Carinthian Ladies Lake’s Trophy V 2023                | Weronika Falkowska             | Weronika Falkowska Sofia Sewing                    |
| 05.06.  | Setubal                                                          | Arianne Hartono                | Elysia Bolton Alexandra Bozovic                    |
| 05.06.  | Madrid                                                           | Makenna Jones                  | Dalayna Hewitt Alana Smith                         |
| 05.06.  | Banja Luka                                                       | Suana Tucaković                | Ada Piestrzyńska Darja Jessyptschuk                |
| 05.06.  | Kashiwa                                                          | Aoi Ito                        | Ayumi Miyamoto Lisa-Marie Rioux                    |
| 05.06.  | Nakhon Si Thammarat                                              | Dasha Ivanova                  | Anchisa Chanta Patcharin Cheapchandej              |
| 05.06.  | San Diego                                                        | Tian Fangran                   | Kimmi Hance Tian Fangran                           |
| 05.06.  | Kocevlje                                                         | Anna Zyryanova                 | Ștefana Lazăr Vittoria Modesti                     |
| 05.06.  | Monastir                                                         | Natalia Siedliska              | Julita Saner Natalia Siedliska                     |
| 12.06.  | Sumter Palmetto Pro Open 2023                                    | Julija Starodubzewa            | Maria Mateas Anna Rogers                           |
| 12.06.  | Madrid Open Arcadis Brezo Osuna 2023                             | Tatjana Prosorowa              | Makenna Jones Jamie Loeb                           |
| 12.06.  | Říčany Agel Říčany Open 2023                                     | Elvina Kalieva                 | Karolína Kubáňová Aneta Kučmová                    |
| 12.06.  | Biarritz Engie Open de Biarritz Pays Basque 2023                 | Fiona Ferro                    | Weronika Falkowska Katarzyna Kawa                  |
| 12.06.  | Rom BMW Roma Cup 2023                                            | Petra Marčinko                 | Angelica Moratelli Camilla Rosatello               |
| 12.06.  | Colorado Springs                                                 | Katarina Kozarov               | Eryn Cayetano Maribella Zamarripa                  |
| 12.06.  | Tainan                                                           | Yang Ya-yi                     | Sofia Costoulas Li Yu-yun                          |
| 12.06.  | Guimaraes                                                        | Gabriela Knutson               | Georgina García Pérez Petra Hule                   |
| 12.06.  | Kuršumlijska Banja                                               | Anja Stanković                 | Der Doppelbewerb wurde in der 1. Runde abgebrochen |
| 12.06.  | Kawaguchi                                                        | Natsuki Yoshimoto              | Aoi Ito Miyu Nakashima                             |
| 12.06.  | Norges-la-Ville                                                  | Melisa Ercan                   | Tilwith Di Girolami Amelie Van Impe                |
| 12.06.  | Nakhon Si Thammarat                                              | Nicole Khirin                  | Anchisa Chanta Patcharin Cheapchandej              |
| 12.06.  | Tianjin                                                          | Yao Xinxin                     | Feng Shuo Zheng Wushuang                           |
| 12.06.  | San Diego                                                        | Sara Daavettila                | Sara Daavettila Katherine Hui                      |
| 12.06.  | Kranjska Gora                                                    | Anca Todoni                    | Anca Todoni Katerina Tsygourova                    |
| 12.06.  | Monastir                                                         | Anja Wildgruber                | Yasmin Ezzat Beatrice Stagno                       |
| 19.06.  | Ilkley Ilkley Trophy 2023                                        | Mirjam Björklund               | Nao Hibino Natalija Stevanović                     |
| 19.06.  | Ystad Ystad W40 2023                                             | İpek Öz                        | Astra Sharma Walerija Strachowa                    |
| 19.06.  | Tauste                                                           | Lizette Cabrera                | Makenna Jones Jamie Loeb                           |
| 19.06.  | Tainan                                                           | Yang Ya-yi                     | Tsao Chia-yi Yang Ya-yi                            |
| 19.06.  | Wichita                                                          | Stacey Fung                    | Reese Brantmeier Maria Mateas                      |
| 19.06.  | Santo Domingo                                                    | Martina Capurro Taborda        | María Herazo González Xenija Laskutowa             |
| 19.06.  | Buenos Aires                                                     | Mell Elizabeth Reasco González | Mell Elizabeth Reasco González Camila Romero       |
| 19.06.  | Los Angeles                                                      | Tian Fangran                   | Rinon Okuwaki Tian Fangran                         |
| 19.06.  | Monastir                                                         | Melisa Ercan                   | Selina Dal Anja Wildgruber                         |
| 19.06.  | Tianjin                                                          | Zheng Wushuang                 | Feng Shuo Zheng Wushuang                           |
| 19.06.  | Bukarest                                                         | Anca Todoni                    | Stefania Bojica Mara Gae                           |
| 19.06.  | Prokuplje                                                        | Michaela Laki                  | Eleni Christofi Natalija Senić                     |
| 19.06.  | Danzig                                                           | Carolina Kuhl                  | Maryna Kolb Nadija Kolb                            |
| 26.06.  | Palma del Río XXVII Open Generali Ciudad de Palma del Río        | Walerija Sawinych              | Andrea Gámiz Sofia Sewing                          |
| 26.06.  | Tarvis                                                           | Petra Marčinko                 | Veronika Erjavec Dominika Šalková                  |
| 26.06.  | Prokuplje                                                        | Martha Matoula                 | Cristina Dinu Walerija Strachowa                   |
| 26.06.  | Périgueux                                                        | Malene Helgø                   | Sapfo Sakellaridi Anna Sisková                     |
| 26.06.  | Hongkong                                                         | Yang Ya-yi                     | Aoi Ito Erika Sema                                 |
| 26.06.  | Santo Domingo                                                    | Martina Capurro Taborda        | Leonie Küng Xenija Laskutowa                       |
| 26.06.  | Rosario (Santa Fe)                                               | Guillermina Naya               | Julieta Lara Estable Guillermina Naya              |
| 26.06.  | Monastir                                                         | Lamis Alhussein Abdel Aziz     | Lucía Llinares Domingo Lola Marandel               |
| 26.06.  | Alkmaar                                                          | Luca Udvardy                   | Tilwith Di Girolami Chiara Scholl                  |
| 26.06.  | Tianjin                                                          | Ren Yufei                      | Ren Yufei Shi Han                                  |
| 26.06.  | Irvine                                                           | Haley Giavara                  | Haley Giavara Katherine Hui                        |